# Konchowanie uszu
Ten artykuł opisuje teorie, metody lub czynności niezgodne ze współczesną wiedzą medyczną.

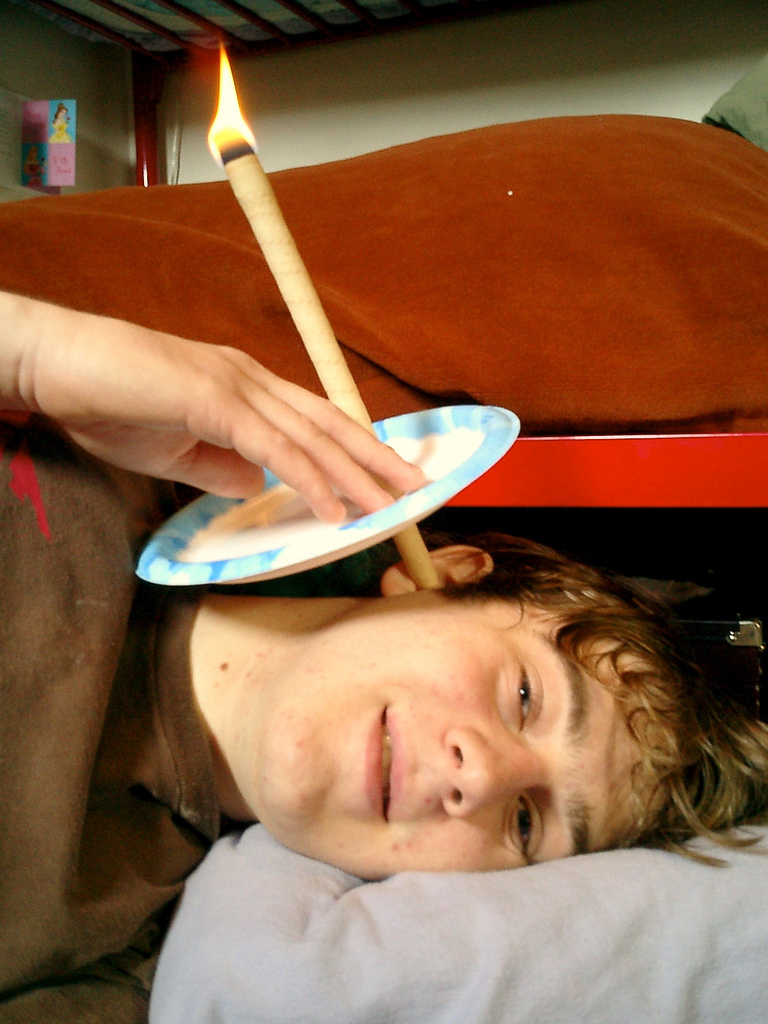
Konchowanie własnego ucha

Konchowanie uszu (także świecowanie) – niekonwencjonalna praktyka medyczna polegająca na zapalaniu rurki z materiału nasączonego woskiem, nazywanej świecą, i umieszczaniu jej w przewodzie słuchowym. Zabieg rzekomo ma oczyszczać uszy z woskowiny i innych zanieczyszczeń, a także być pomocny w leczeniu innych przypadłości, m.in. kataru siennego, bólów głowy, zapalenia zatok przynosowych, nieżytu nosa, przeziębień, grypy czy szumów usznych.
Zgodnie z wiedzą medyczną praktyka ta jest niebezpieczna i nie przynosi żadnych rezultatów. Twierdzenie, że zabieg usuwa woskowinę czy ma jakikolwiek pozytywny wpływ na zdrowie nie ma oparcia w dowodach naukowych. Świecowanie uszu nie jest uznawane przez medycynę tradycyjną.

## Świece używane w zabiegu
Świeca używana w tego typu zabiegach ma postać rurki z nawoskowanego płótna lnianego lub bawełnianego o średnicy około 0,5 cm i o długości 15–20 cm. Niekiedy jedna z końcówek jest opatrzona w kawałek folii aluminiowej, mającej zapobiegać spalaniu się świecy do końca. Niektórzy producenci dodają do wosku pyłek pszczeli i olejki eteryczne oraz inne składniki.
Zasadniczo czyni się rozróżnienie między „świecami” mającymi równą szerokość na całej długości a „konchami” poszerzającymi się od jednej strony. Twierdzi się, że te drugie mają silniejsze oddziaływanie na organizm.

## Wykonywanie zabiegu
Jeden koniec świeczki zostaje zapalony, drugi wtyka się w ucho pacjenta. Płomień gasi się, gdy świeczka się wypali do długości od 5 do 10 centymetrów od pacjenta.
Pacjent leży na boku w pozycji takiej, by osoba wykonująca zabieg miała dostęp do konkretnego (lewego lub prawego) ucha, świeczkę natomiast ustawia się w pozycji pionowej, lekko przekrzywioną. Ucho oraz włosy osłania się ręcznikiem papierowym, folią aluminiową lub papierowym talerzykiem z wyciętym otworem przez który wkłada się koniec świecy. Inną pozycją jest przyjęcie przez pacjenta pozycji leżącej na plecach, twarzą do góry i wsadzenie świeczki do ucha w taki sposób, że jest przechylona w górę o 45 stopni (w innym wypadku by wystawała całkiem poziomo). W każdym z zabiegów, obok świeczki, nad uchem pacjenta umieszcza się naczynie z wodą, w której po wyjęciu gasi się świecę. Po zabiegu ucho zostaje oczyszczone od osadów wacikiem. Zabiegi wykonuje się na oboje uszu.
Zabieg trwa od 15 do 45 minut. Podczas pojedynczego zabiegu, w każdym z uszu musi się wypalić jedna lub dwie świece.
Płomień świecy ma według zwolenników metody zmniejszać ciśnienie na zasadzie efektu kominowego, które wysysa woskowinę i inne, wizualnie ciemne, zanieczyszczenia z uszu, a także regulować ciśnienie w systemie uszno-zatokowym. Ponadto rozgrzewanie przewodu usznego ma pobudzać naczynia limfatyczne wpływając na odporność.

### Konchowanie na ciele
Oprócz świecowania uszu, świece mogą być przykładane do innych części ciała, na przykład do pępka („pępkowanie”), oraz do punktów odpowiadających położeniom czakr. Wedle zwolenników metody zabieg połączony z działaniami typu bioenergoterapii lub Reiki, ma oczyszczać pole energetyczne człowieka, usuwać blokady, wzmacniać energię życiową a tym samym usuwać choroby.

## Krytyka
Wiarygodne badania medyczne nie potwierdzają skuteczności konchowania uszu w leczeniu przypadłości laryngologicznych, ani jakichkolwiek innych. Literatura medyczna donosi natomiast o przypadkach obrażeń i powikłań po zabiegach konchowania.
W celu oceny potencjalnej skuteczności konchowania uszu, wykonano eksperymenty mające na celu sprawdzenie postulowanych mechanizmów działania tego zabiegu: wytwarzania podciśnienia (ewentualnie efektu kapilarnego), które miałoby „wysysać” zanieczyszczenia oraz podgrzewania woskowiny usznej przez palącą się świecę, co miałoby powodować jej samoistne wypłynięcie z kanału ucha w kolejnych dniach po zabiegu. Używając modelu ucha zmierzono, że paląca się świeca nie wytwarza podciśnienia podczas zabiegu, a także że „zanieczyszczenia” które rzekomo były „wyssane” z uszu, są faktycznie składnikami samej świecy i nie zawierają składników woskowiny usznej. W celu zweryfikowania drugiej hipotezy, zmierzono temperaturę u podstawy palącej się świecy, która wyniosła 22 °C i była dużo poniżej temperatury topnienia woskowiny usznej. Wnioski na temat zerowej skuteczności konchowania uszu w usuwaniu woskowiny i innych zanieczyszczeń zostały także potwierdzone za pomocą bezpośrednich obserwacji otoendoskopowych, które pokazały, że konchowanie nie usuwa woskowiny, a osadza dodatkowe zanieczyszczenia pochodzące ze świecy. Ankieta przeprowadzona wśród 122 laryngologów wykazała, że 21 z nich spotkało się z uszkodzeniami ucha, powstałymi w efekcie konchowania. Inne doniesienie wspomina o utracie słuchu spowodowanej zabiegiem.

## Regulacje prawne dotyczące świec do konchowania
W Europie, niektóre świece do konchowania posiadają oznaczenie CE (93/42/EEC), lecz owe oznaczenia są zazwyczaj wydawane przez samych producentów. To oznaczenie wskazuje, że produkt jest zaprojektowany i wyprodukowany w taki sposób, by nie naruszyć bezpieczeństwa pacjentów, ale nie prowadzi się żadnych niezależnych badań w tym kierunku, by to udowodnić.
Chociaż świece do konchowania są szeroko dostępne w Stanach Zjednoczonych, sprzedaż i importowanie ich jako przedmiot do wykonywania praktyk medycznych są nielegalne. To oznacza, że nikt nie może sprzedawać takich świec jako produktu, które „diagnozują, leczą lub zapobiegają jakimkolwiek chorobom”.

## Pochodzenie
Wedle producentów, zabieg ma pochodzić z Atlantydy, starożytnego Egiptu czy kultury Majów.
Chociaż Biosun, jeden z producentów świec do konchowania twierdzi, że świece pochodzą od indian Hopi, wśród tego plemienia nie ma takich zabiegów leczniczych. Vanessa Charles, urzędniczka public relations dla Plemiennej Rady Hopi (Hopi Tribal Council) orzekła, że konchowanie uszu „nie jest i nigdy nie było praktyką zapoczątkowaną przez plemię Hopi albo ludzi Hopi”. Reprezentanci Hopi wiele razy żądali od Biosun, producenta „Świec Usznych Hopi”, by zaprzestali posługiwać się ich nazwą. Biosun nigdy nie przystał na to żądanie i wciąż twierdzi, że świece pochodzą od plemienia Hopi.